# Couvent franciscain de Bač
Le couvent franciscain de Bač (en serbe cyrillique : Фрањевачки самостан у Бачу ; en serbe latin : Franjevački samostan u Baču) est un couvent franciscain situé à Bač, dans la province de Voïvodine et dans le district de Bačka méridionale, en Serbie. Il est inscrit sur la liste des monuments d'importance exceptionnelle de la république de Serbie (identifiant no SK 1014).

## Historique
Le couvent de Bač, près de Bačka Palanka, avec son église dédiée à l'Assomption de Marie et ses bâtiments religieux, a été fondé au milieu du XIIe siècle et a servi d'étape pour les Croisés en marche vers la Terre Sainte. En 1241, Tatars ont ravagé les lieux et, par la suite, l'établissement a été reconstruit. Après la chute du royaume latin de Jérusalem en 1291, le couvent a perdu son rôle d'étape et, dans la première moitié du XIVe siècle, il a abrité une communauté de moines franciscains conformément à une décision du roi de Hongrie André III Arpad.
En 1526, lors de la bataille de Mohács, les Ottomans ont vaincu les troupes hongroises et ont occupé la région. En 1665, le voyageur turc Evliya Çelebi décrit ainsi l'ancien couvent : « La plus importante mosquée [de Bač] est la vieille mosquée qui était autrefois un grand monastère devenu la mosquée de Suleiman-han. (...) La tour qui, dans les temps anciens, était un clocher, est maintenant un minaret musulman ».
En 1688, la mosquée redevient une église et le monastère est reconstruit. Mais, lors de la rébellion François II Rákóczi contre les Autrichiens en 1703-1711, le couvent à peine restauré est de nouveau endommagé. Dès 1711, des travaux de reconstruction sont entrepris et le couvent a pris son apparence actuelle entre 1734 et 1768.

## Architecture et peinture
L'architecture du monastère porte la trace de son histoire mouvementée. La partie la plus ancienne de l'ensemble conventuel se trouve dans l'abside de l'église de style roman ; de structure pentagonale, elle est constituée d'un appareil où se mêlent la pierre taillée et la brique ; l'abside est longée par un clocher massif. La nef est dotée d'une voûte d'arêtes tandis que la travée ouest semble plus tardive ; une niche du mur sud remonte à l'époque ottomane. Des fragments architecturaux sur les façades sont caractéristiques du style gothique. Sur le mur sud de la nef, sur un arc situé devant la zone de l'autel, se trouvent deux fragments de fresques gothique ; sur l'un d'entre eux, on peut voir deux têtes et, sur l'autre, une figure d'homme couronné avec un motif emprunté au vocabulaire de la vigne.
Dans le réfectoire du couvent se trouve une fresque représentant La Cène, œuvre baroque datant de 1737.

## Livres
Le couvent possède des manuscrits et des livres imprimés des XVIIe et XVIIIe siècles.